# St. Katharina (Neukenroth)

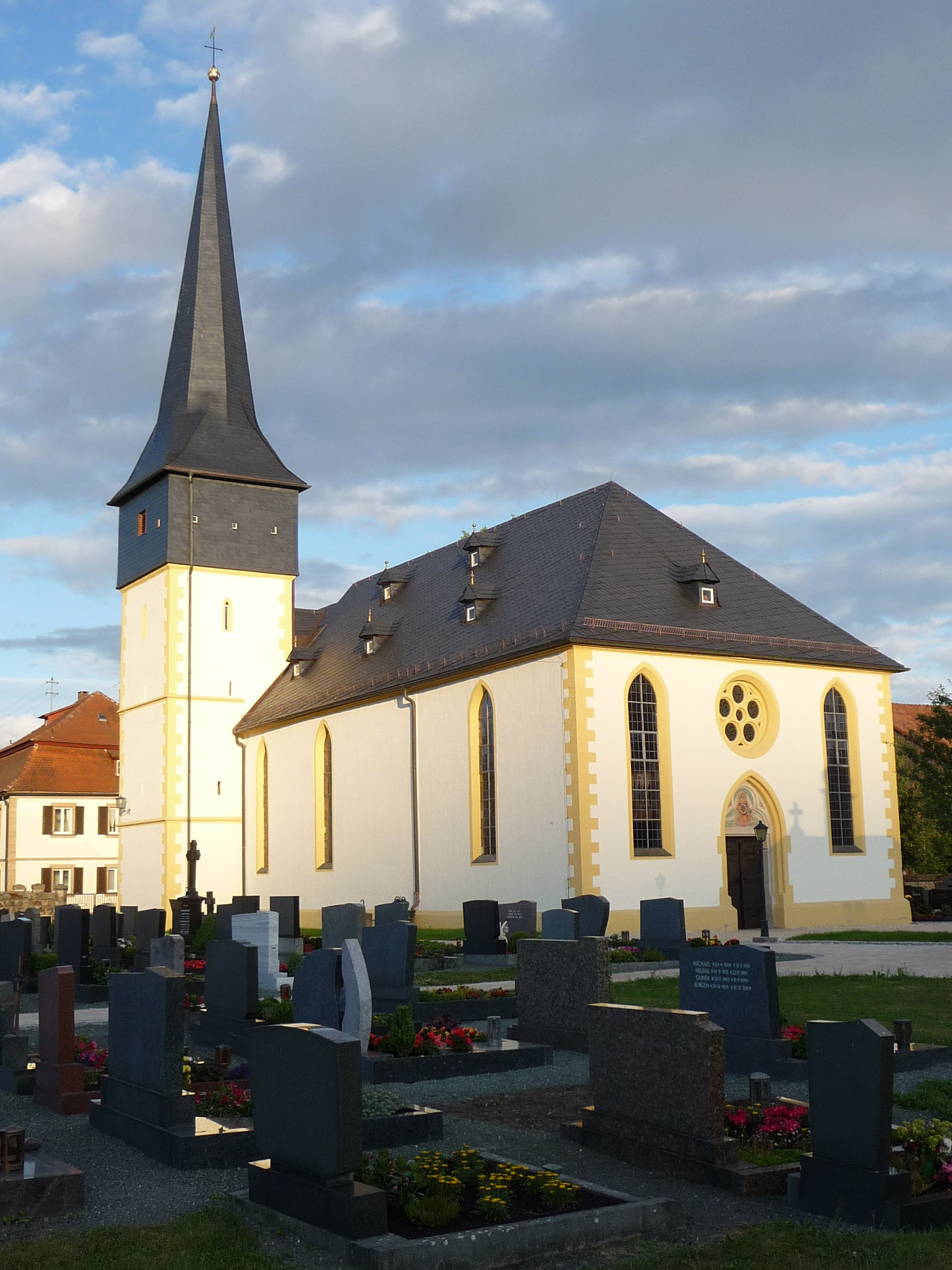
St. Katharina in Neukenroth

Die römisch-katholische, denkmalgeschützte Pfarrkirche St. Katharina steht auf dem Friedhof von Neukenroth, einem Gemeindeteil von Stockheim im Landkreis Kronach (Oberfranken, Bayern). Zwischen 1335 und 1421 wurde Neukenroth zur Pfarrei erhoben. Die Pfarrei gehört zum Seelsorgebereich Kronach im Dekanat Kronach des Erzbistums Bamberg.

## Beschreibung
Eine 1473 gebaute Kapelle, die als eingezogener Chor mit 5/8-Schluss im Osten des Langhauses steht, bildet den Grundstein der Saalkirche. An der Nordwand des Chors befindet sich ein Chorflankenturm, der zunächst nur zwei Geschosse hatte, bevor er im 16./17. Jahrhundert um ein Geschoss aufgestockt wurde. Im 18. Jahrhundert erhielt er ein weiteres schiefergedeckten Geschoss zur Unterbringung der Turmuhr und einen achtseitigen Knickhelm. 
Bei der Umgestaltung zwischen 1896 und 1912 wurde die barocke Kirchenausstattung durch eine neugotische ersetzt. Die Fassade im Westen erhielt 1897 eine Fensterrose über dem Portal. Zusätzlich wurde ein neugotischer Chorbogen eingebaut. Die Orgel mit 18 Registern, zwei Manualen und einem Pedal wurde 1900 von G. F. Steinmeyer & Co. gebaut.